# NGC 2699
NGC 2699 је елиптична галаксија у сазвежђу Хидра која се налази на NGC листи објеката дубоког неба.
Деклинација објекта је - 3° 7' 38" а ректасцензија 8h 55m 48,8s. Привидна величина (магнитуда) објекта NGC 2699 износи 12,6 а фотографска магнитуда 13,6. Налази се на удаљености од 26,867 милиона парсека од Сунца. NGC 2699 је још познат и под ознакама MCG 0-23-14, CGCG 5-33, ARAK 187, PGC 25075.